# Ричард, герцог Глостерский
О Ричарде Плантагенете, герцоге Глостере, см. Ричард III
Принц Ричард, герцог Глостерский (англ. Prince Richard, Duke of Gloucester (Richard Alexander Walter George); род. 26 августа 1944) — член британской королевской семьи, внук короля Георга V, двоюродный брат королевы Елизаветы II. Носит также титулы графа Ольстера и барона Каллодена. Занимает 32-е место в порядке наследования Британского престола.

## Биография
Крещён в Виндзорском замке, среди восприемников была тётка новорождённого королева Елизавета, жена Георга VI. В условиях Второй мировой войны место крестин (как и всех событий, связанных с королевской семьёй) было засекречено, и в газетах было написано, что племянника короля крестили в одной из часовен страны.
Наследовал титул герцога Глостерского от своего отца принца Генри в 1974 году (его мать Алиса, герцогиня Глостерская умерла в возрасте почти 103 лет в 2004 году). На январь 2025 года является 32-м в порядке британского престолонаследия. По прямой мужской линии принц Ричард — старший в роду Виндзоров, потомков королевы Виктории и Альберта Саксен-Кобург-Готского. Таким образом, если бы в Великобритании при этой же правящей династии действовал салический закон, не допускающий женского наследования, он был бы королём.
В 1960-е годы Ричард занимался архитектурой и думал специализироваться в этой области, однако гибель в авиационной катастрофе старшего брата Уильяма (1941—1972) сделала его наследником герцогства и связала с ним известные обязательства перед короной (необходимость представлять Елизавету II в различных организациях, наносить визиты и т. п.). Герцог интересуется архитектурой и сохранностью исторических памятников и в настоящее время. Он является высочайшим патроном исторического общества имени Ричарда III (своего тёзки и также герцога Глостерского).
Резиденция — Кенсингтонский дворец в Лондоне.

## Брак и дети
8 июля 1972 года женился на датчанке Биргитте ван Дёрс (фамилия по отцу — Хенриксен, родилась в 1946 году).
У пары трое детей:
- Александр, наследник герцогства (родился в 1974 году) носит титул графа Ольстерского
  - Ксан (Зан, родился 12 марта 2007), лорд Куллоден
  - леди Козима Роуз Александра Виндзор (родилась 20 мая 2010).
- леди Давина (родилась в 1977 году)
  - Сенна Кауваи Льюис (родилась 22 июня 2010)
  - Тейн Махута Льюис (родился 25 мая 2012)
- леди Роуз (родилась в 1980 году)
  - Лайла Беатрикс Кристабель Гилман (родилась 30 мая 2010)
  - Руфус Фредерик Монтегю Гилман (родился 2 ноября 2012).

Дети и внуки герцога Глостерского входят в порядок наследования британского престола, однако не имеют должностей Короны и не титулуются королевскими высочествами.

## Награды
| Страна             | Дата           | Награда                                                   | Награда                                                   | Литеры  |
| ------------------ | -------------- | --------------------------------------------------------- | --------------------------------------------------------- | ------- |
| Великобритания     | 1953           | Коронационная медаль королевы Елизаветы II                | Коронационная медаль королевы Елизаветы II                |         |
| Норвегия           | 1973           | Кавалер Большого креста ордена Святого Олафа              | Кавалер Большого креста ордена Святого Олафа              |         |
| Великобритания     | 1974           | Рыцарь Большого креста Королевского Викторианского ордена | Рыцарь Большого креста Королевского Викторианского ордена | GCVO    |
| Великобритания     |                | Великий Мастер                                            | ордена Святого Иоанна Иерусалимского                      |         |
| Великобритания     | 1975           | Байлиф Большого креста                                    | ордена Святого Иоанна Иерусалимского                      | GCStJ   |
| Непал              | 1975           | Кавалер ордена Тришакти Патта 1 класса                    | Кавалер ордена Тришакти Патта 1 класса                    |         |
| Непал              | 1975           | Коронационная медаль короля Бирендра                      | Коронационная медаль короля Бирендра                      |         |
| Швеция             | 1975           | Рыцарь Большого креста ордена Полярной звезды             | Рыцарь Большого креста ордена Полярной звезды             | KmstkNO |
| Великобритания     | 6 февраля 1977 | Медаль Серебряного юбилея королевы Елизаветы II           | Медаль Серебряного юбилея королевы Елизаветы II           |         |
| Соломоновы Острова | 1978           | Медаль независимости Соломоновых островов                 | Медаль независимости Соломоновых островов                 |         |
| Вануату            | 1980           | Медаль независимости Вануату                              | Медаль независимости Вануату                              |         |
| Великобритания     | 1984           | Медаль заслуг ордена Святого Иоанна Иерусалимского        | Медаль заслуг ордена Святого Иоанна Иерусалимского        |         |
| Англия             | 1997           | Рыцарь ордена Подвязки                                    | Рыцарь ордена Подвязки                                    | KG      |
| Великобритания     | 6 февраля 2002 | Медаль Золотого юбилея королевы Елизаветы II              | Медаль Золотого юбилея королевы Елизаветы II              |         |
| Мексика            | 2004           | Кавалер Большого креста ордена Ацтекского орла            | Кавалер Большого креста ордена Ацтекского орла            |         |
| Тонга              | 2008           | Великий командор ордена Короны Тонга                      | Великий командор ордена Короны Тонга                      |         |
| Соломоновы Острова | 2008           | Звезда Соломоновых островов                               | Звезда Соломоновых островов                               |         |
| Великобритания     | 6 февраля 2012 | Медаль Бриллиантового юбилея королевы Елизаветы II        | Медаль Бриллиантового юбилея королевы Елизаветы II        |         |

## Блазон
Как член королевской семьи Ричард Глостерский имеет личный герб, основанный на гербе монарха Соединенного Королевства.
Четверочастный щит: в первом и четвёртом поле герб Англии — три золотых леопарда с лазоревым вооружением в червлёном поле, во втором поле герб Шотландии — в золотом поле с червлёной двойной внутренней каймой, проросшей лилиями червлёный восстающий лев с лазоревым вооружением, в третьем поле герб Ирландии — золотая арфа с серебряными струнами в лазоревом поле. Поверх щита серебряное титло о пяти концах, три из которых поочерёдно обременены крестом святого Георгия, а два — червлённым леопардом с лазуревым вооружением и языком.
Щит окружает лента ордена Подвязки.
Щитодержатели: справа — британский, коронованный открытой короной внуков суверена, лев c серебряным титлом (как в щите) на шее; слева — шотландский единорог с короной внуков суверена и серебряным титлом (как в щите) на шее.
Щит коронован короной внуков суверена с шапкой пэра внутри.
Нашлемник: золотой, коронованный открытой короной внуков суверена, леопард с серебряным титлом (как в щите) на шее, стоящий на короне внуков суверена.